# Coenotephria viduata
Coenotephria viduata är en fjärilsart som beskrevs av Otto Staudinger 1892. Coenotephria viduata ingår i släktet Coenotephria och familjen mätare. Inga underarter finns listade i Catalogue of Life.